# Ralf Rothmann
Ralf Rothmann (Schleswig, Schleswig-Holstein, 10 de mayo de 1953) es un escritor alemán.

## Biografía
Ralf Rothmann nació en Schleswig, en el norte de Alemania y vivió en una finca cercana a Böklund hasta la edad de cinco años. Su padre, Walter Rothmann, y su madre Elisabeth trabajaban allí como ordeñadores. Después del nacimiento de un hermano, la familia se mudó a Oberhausen, en el área del Ruhr, donde se necesitaban trabajadores para la minería, con mejores salarios. El paso del idilio rural de Schleswig-Holstein al oscuro paisaje industrial del Ruhr significó un shock para el pequeño Rothmann. El padre trabajó en una mina de carbón y la madre como camarera en el restaurante de la estación.
Después de la escuela primaria y una breve visita a la escuela comercial, Rothmann aprendió el oficio de albañil y trabajó durante varios años en la construcción. Luego tuvo diversas profesiones (taxista, impresor, enfermero y cocinero), en una época en que comenzó a leer intensamente y escribió sus primeros poemas. Rotmann viaja por América (Estados Unidos, México, Perú, Ecuador) y en 1976 se instala en Berlín, en el barrio de Schöneberg, donde conoció a los primeros escritores y artistas de la escena bohemia y okupa de Winterfeldtplatz.
Ya su primera novela Stier (1991) resultó un éxito. Ha recibido algunos de los premios más importantes de la literatura alemana, como el premio Heinrich Böll en 2005, el Max Frisch en 2006, el Hans Fallada en 2008, el Walter Hasenclever en 2010 o el Friedrich Hölderlin en 2013.

## Obras
- Messers Schneide. Relatos. 1986

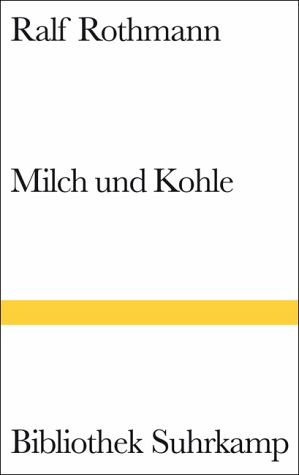
Portada de la versión alemana de Milch und Kohle. 2000

- Kratzer und andere Gedichte. Poemas. 1987
- Der Windfisch. Relatos. 1988
- Stier. Novela. 1991
- Wäldernacht. Novela. 1994
- Berlin Blues. Teatro. 1997
- Flieh, mein Freund! Novela. 1998
- Milch und Kohle. Novela. 2000
- Gebet in Ruinen. Poemas. 2000
- Ein Winter unter Hirschen. Relatos. 2001
- Hitze. Novela. 2003
- Junges Licht. Novela. 2004. Traducción al español: Luz de juventud.[2] En 2016 se estrenó una adaptación cinematográfica homónima de esta obra, dirigida por el realizador alemán Adolf Winkelmann.[3]
- Rehe am Meer. Relatos. 2006.
- Feuer brennt nicht. Novela. 2009
- Shakespeares Hühner. Relatos, 2012
- Sterne tief unten. Relatos. 2013
- Im Frühling sterben. Novela. 2015. Traducción al español: Morir en primavera.[4]
- Der Gott jenes Sommers. Novela. 2018